# Europadagen
Europadagen är en högtidsdag som firas den 9 maj varje år inom Europeiska unionen. Den instiftades 1985 av Europeiska rådet till minne av Schumandeklarationen från den 9 maj 1950. Deklarationen var startskottet för den europeiska integrationsprocess som syftade till att bringa ett slut på krigen i Europa och som senare ledde fram till bildandet av Europeiska unionen.
Europadagen är en av unionens symboler. Den högtidlighålls vanligtvis genom att europeiska flaggan hissas. Europadagen är en ledig dag för anställda vid unionens institutioner och en helgdag i Kosovo och Luxemburg.
Europadagen sammanfaller med firandet av segerdagen i Ryssland till minne av Nazitysklands kapitulation och andra världskrigets slut i Europa. Europarådet, som är en separat internationell organisation, firar en egen Europadag den 5 maj till minne av organisationens bildande den 5 maj 1949.

## Historia

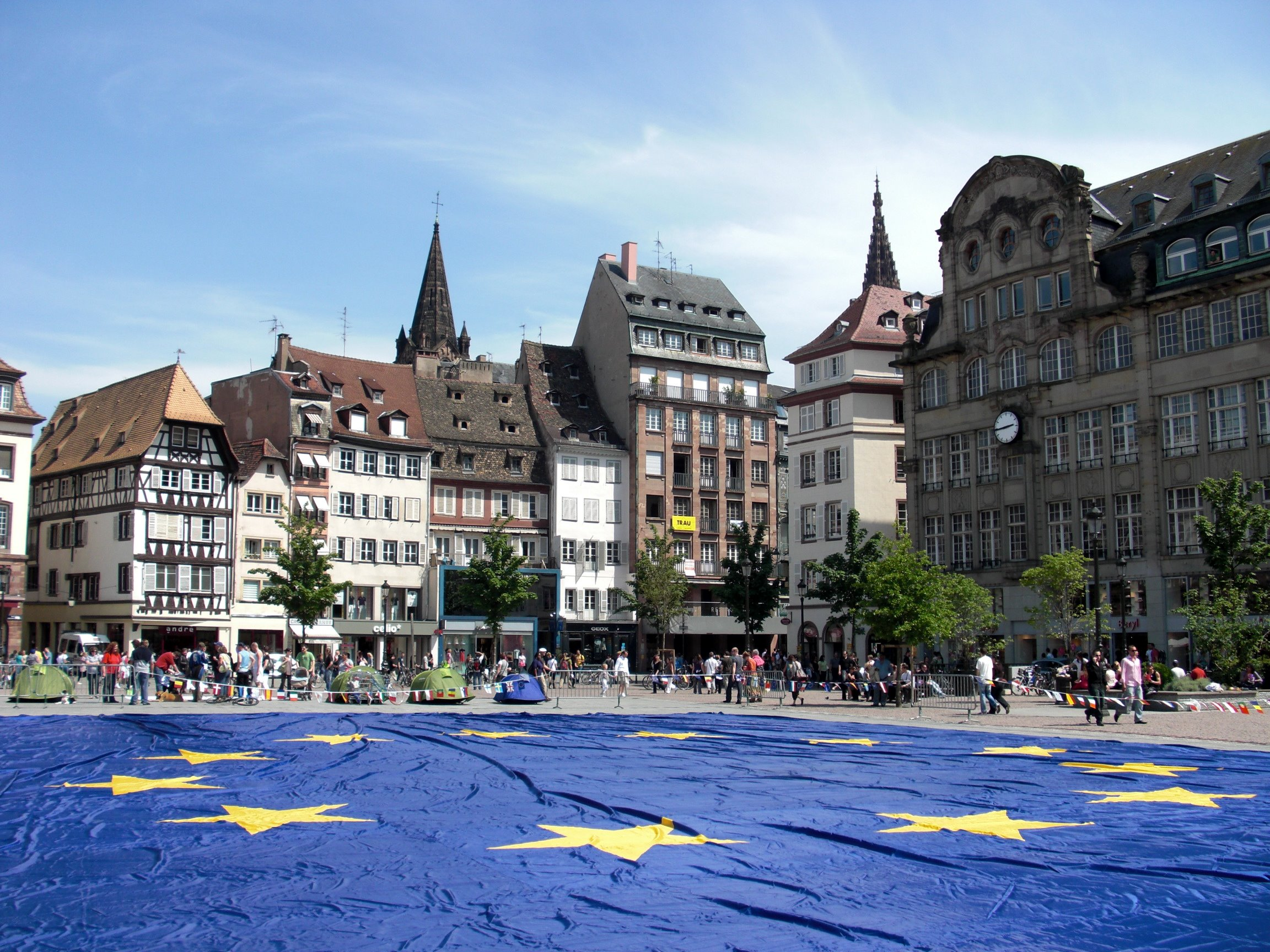
Firande av Europadagen i Strasbourg, Frankrike, 2009.

Den första Europadagen instiftades 1964 av Europarådets ministerkommitté till minne av organisationens bildande den 5 maj 1949. Sedan dess har dagen firats årligen den 5 maj runt om i Europa, framför allt i de medlemsstater i Europarådet som inte ingår i Europeiska unionen.
Vid sitt sammanträde i Milano, Italien, den 28–29 juni 1985 beslutade även Europeiska rådet att instifta en Europadag för Europeiska gemenskaperna. Beslutet var en del av ett större paket av åtgärder som syftade till att göra det europeiska samarbetet mer folkligt. Den 9 maj valdes som datum för att hedra Schumandeklarationen från den 9 maj 1950. I deklarationen beskrev Frankrikes dåvarande utrikesminister för första gången idén om att upprätta en europeisk kol- och stålgemenskap mellan bland annat Frankrike och Västtyskland, vilket utgjorde grunden för det samarbete som senare utvecklade sig till Europeiska unionen. Efter att Europeiska rådet instiftade en egen Europadag kom den att alltmer ta över firandet från Europarådets Europadag.

### Symbol för Europeiska unionen

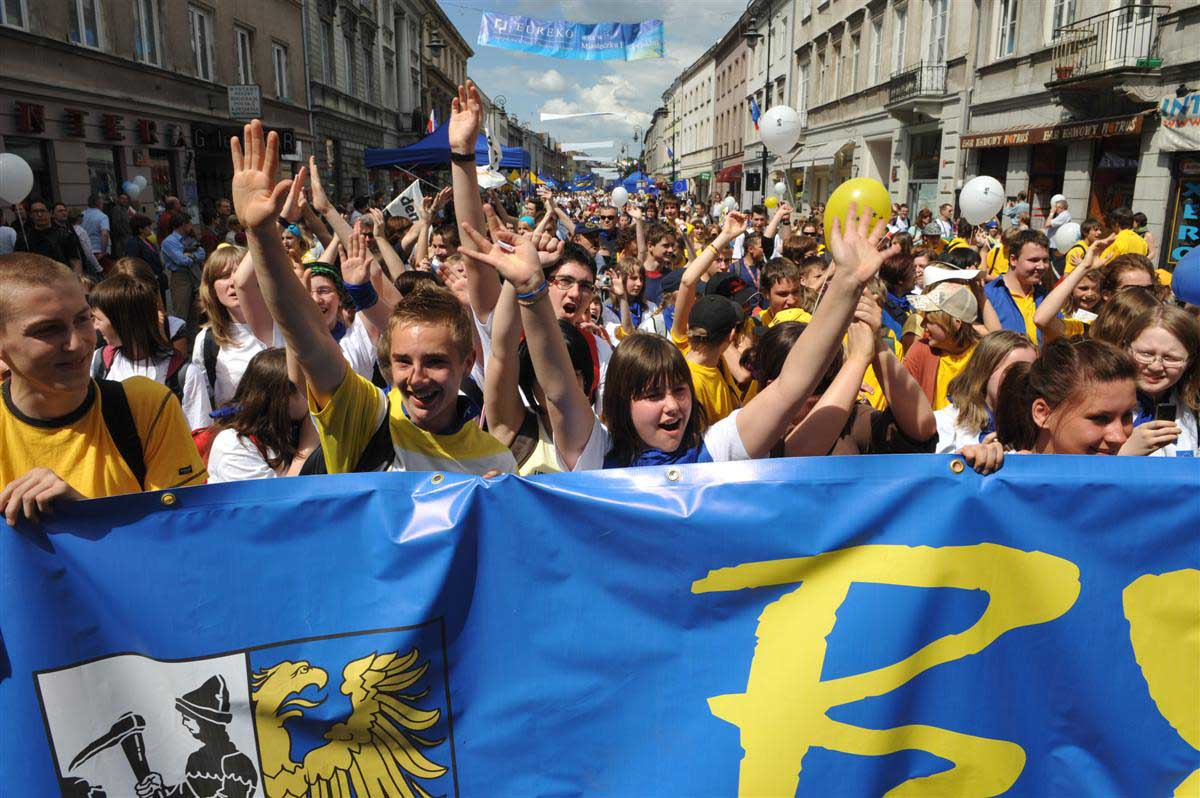
Firande av Europadagen i Polen 2008.

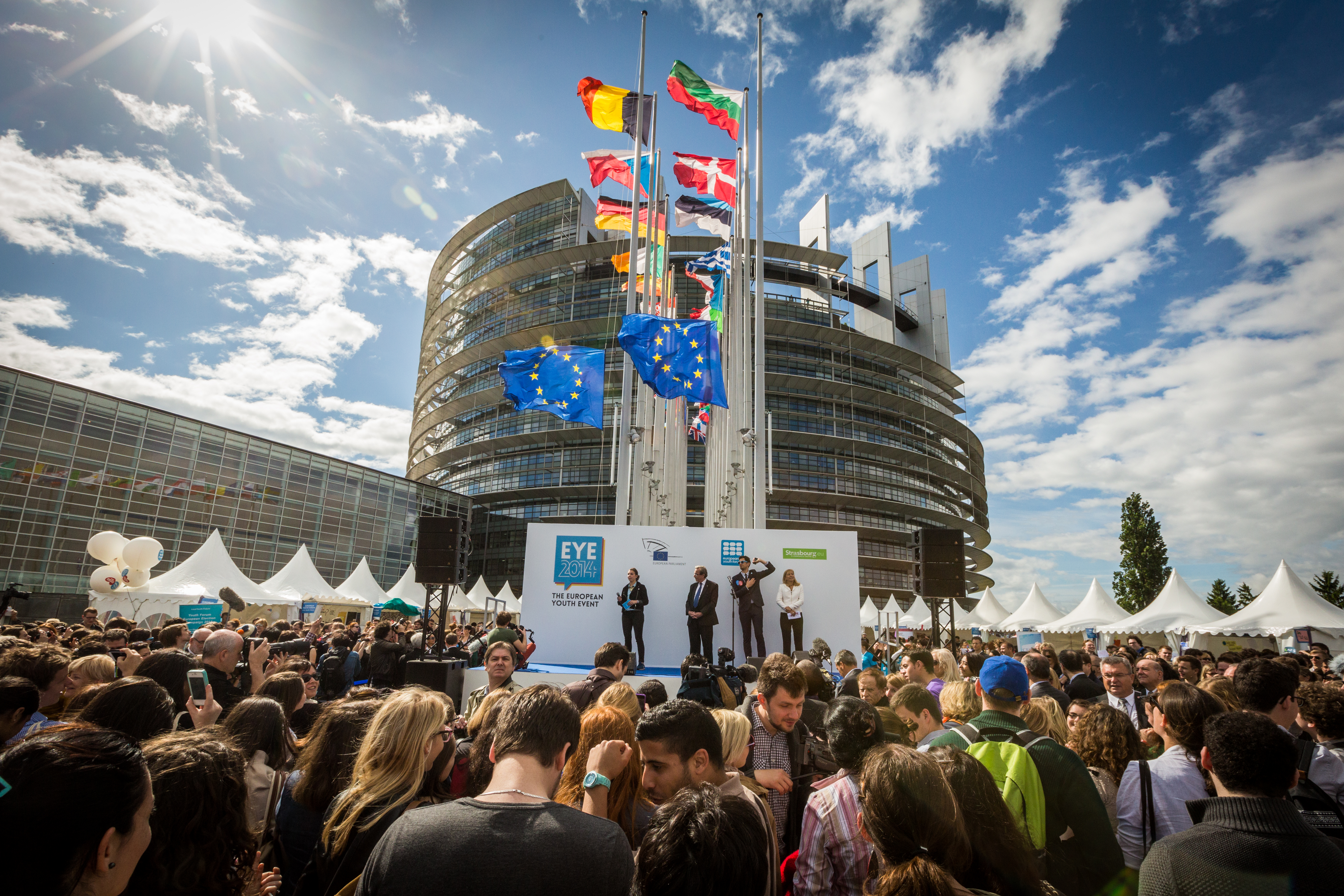
Firande av Europadagen vid Europaparlamentet i Strasbourg 2014.

Efter bildandet av Europeiska unionen den 1 november 1993 blev Europadagen även en symbol för unionen. Den saknade dock fortfarande ett formellt erkännande som en officiell symbol för unionen i dess fördrag. I förslaget till Europeiska konstitutionen inkluderades Europadagen som en av fem officiella symboler för unionen. Förslaget till konstitution avslogs dock i folkomröstningar i Frankrike och Nederländerna under 2005 och kunde därför aldrig träda i kraft.
I det omarbetade förslaget till fördrag, Lissabonfördraget, togs alla referenser till symbolerna bort med hänvisning till att de ansågs ge unionen alltför statsliknande drag. Istället valde 16 medlemsstater – nästan samtliga sådana som tidigare hade ratificerat förslaget till konstitution – att foga en icke-bindande förklaring till Lissabonfördraget där de förklarade att de fem symbolerna ”även i fortsättningen för dem kommer att vara symboler för medborgarnas gemensamma tillhörighet till Europeiska unionen och deras anknytning till denna”. Av de ursprungliga grundarstaterna var det endast Frankrike och Nederländerna, där förslaget till konstitution hade avslagits, som valde att inte ställa sig bakom förklaringen. I oktober 2017 valde dock Frankrikes nyvalda pro-europeiska president Emmanuel Macron att ansluta Frankrike till förklaringen av symboliska skäl.
Som svar på borttagandet av alla referenser till unionens symboler i Lissabonfördraget valde Europaparlamentet, på initiativ av Europaparlamentarikern Jo Leinen, att i oktober 2008 på egen hand erkänna symbolerna genom en ändring i parlamentets arbetsordning. Ändringen innebar bland annat att parlamentet började högtidlighålla Europadagen den 9 maj varje år.

## Firande
Europadagen firas den 9 maj på olika sätt i de flesta medlemsstater inom Europeiska unionen samt i vissa andra europeiska länder, såsom Kosovo. Europadagen firas även den 5 maj i flera av de länder som ingår i Europarådet, däribland Schweiz. Vanligtvis hissas europeiska flaggan. Ofta genomförs också olika informationskampanjer riktade mot allmänheten om europeiskt samarbete i anslutning till firandet. I vissa fall firas dagen med tårta eller bakelser. I Ryssland firas segerdagen samma dag.

## Helg- och flaggdag
Europadagen är en ledig dag för alla anställda vid institutionerna inom Europeiska unionen. Luxemburg blev 2019 den första, och hittills enda, medlemsstaten inom unionen att göra Europadagen till en helgdag. I januari 2019 antog Europaparlamentet ett icke-bindande betänkande som uppmanade alla medlemsstater att göra Europadagen till en helgdag.
Europadagen är även en helgdag i Kosovo och en flaggdag i flera andra europeiska länder.